# Équipe d'Afrique du Sud de hockey sur glace
Cet article traite de l'équipe masculine. Pour l'équipe féminine, voir Équipe d'Afrique du Sud féminine de hockey sur glace.
L'équipe de l'Afrique du Sud de hockey sur glace est la sélection nationale de l'Afrique du Sud regroupant les meilleurs joueurs de hockey sur glace de ce pays lors des compétitions internationales. L'équipe est sous la tutelle de la South African Ice Hockey Federation et elle est actuellement classée 44e sur 50 équipes au classement IIHF 2019.

## Résultats

### Jeux olympiques
- 1920-2022 - Ne participe pas

### Championnats du monde
- 1920-1960 - Ne participe pas
- 1961 - 19e place (5e du Groupe C)
- 1962-1965 - Ne participe pas
- 1966 - 19e place (3e du Groupe C)
- 1967-1991 - Ne participe pas
- 1992 - 28e place (2e du Groupe C2)
- 1993 - 32e place (12e du Groupe C)
- 1994 - 35e place (8e du Groupe C2)
- 1995 - 37e place (8e du Groupe C2)
- 1996-1997 - Ne participe pas
- 1998 - 37e place (5e du Groupe D)
- 1999 - 36e place (5e du Groupe C2)
- 2000 - 37e place (4e du Groupe D)
- 2001 - 4e de Division II, Groupe A
- 2002 - 5e de Division II, Groupe A
- 2003 - 5e de Division II, Groupe A
- 2004 - 6e de Division II, Groupe B
- 2005 - 2e de Division III
- 2006 - 6e de Division II, Groupe A
- 2007 - 4e de Division III
- 2008 - 2e de Division III
- 2009 - 6e de Division II, Groupe B
- 2010 - 3e de Division III, Groupe B
- 2011 - 2e de Division III
- 2012 - 6e de Division IIB
- 2013 - 1er de Division III
- 2014 - 5e de Division IIB)
- 2015 - 6e de Division IIB)
- 2016 - 3e de Division III
- 2017 - 5e de Division III
- 2018 - 5e de Division III
- 2019 - 6e de Division III
- 2020 - Annulé en raison du coronavirus
- 2021 - Annulé en raison du coronavirus
- 2022 - 1er de Division IIIB

Note :  Promue ;  Reléguée

## Classement mondial
| Année     | Rang | Points | Progression |
| --------- | ---- | ------ | ----------- |
| 2003      | 37   | 990    |             |
| 2004      | 38   | 930    | -1          |
| 2005      | 40   | 845    | -2          |
| Fév. 2006 | 40   | 845    | ±0          |
| Mai 2006  | 41   | 830    | -1          |
| 2007      | 41   | 770    | ±0          |
| 2008      | 42   | 755    | -1          |
| 2009      | 40   | 790    | +2          |
| Fév. 2010 | 41   | 790    | -1          |
| Mai 2010  | 42   | 735    | -1          |

| Année     | Rang | Points | Progression |
| --------- | ---- | ------ | ----------- |
| 2011      | 42   | 740    | ±0          |
| 2012      | 41   | 780    | +1          |
| 2013      | 41   | 790    | ±0          |
| Fév. 2014 | 41   | 790    | ±0          |
| Mai 2014  | 40   | 845    | +1          |
| 2015      | 40   | 855    | ±0          |
| 2016      | 41   | 815    | -1          |
| 2017      | 43   | 725    | -2          |
| Fev. 2018 | 44   | 725    | -1          |
| Mai 2018  | 44   | 655    | ±0          |
| 2019      | 44   | 595    | ±0          |

## Entraîneurs
| Période        | Nom des entraîneurs | Nationalité    |
| -------------- | ------------------- | -------------- |
| 1992           | Denis Anderson      | Afrique du Sud |
| 2000-2002      | Edward Lawrence,    | Afrique du Sud |
| 2003           | Igor Zajec          | Croatie        |
| 2004-2005      | Kristóf Kõvágó,     | Hongrie        |
| 2006           | Edward Lawrence     | Afrique du Sud |
| 2007           | Michael Agrette     | Canada         |
| 2008-2012      | Ronald Wood         | Royaume-Uni    |
| 2013-2015      | Robert Mancini      | États-Unis     |
| 2015-2016      | Mark Kumpel         | États-Unis     |
| 2016-2017      | Alex Todd           | États-Unis     |
| 2017- En cours | Johan Sundin        | Suède          |

## Équipe junior moins de 20 ans

### Championnats du monde junior
- 1977-1995 - Ne participe pas
- 1996 - 6e du Groupe D
- 1997 - 7e du Groupe D
- 1998 - 7e du Groupe D
- 1999 - 6e du Groupe D
- 2000 - 6e du Groupe D
- 2001 - 6e de Division III
- 2002 - 5e de Division III
- 2003 - 5e de Division II, Groupe A
- 2004 - 6e de Division II, Groupe B
- 2005 - 4e de Division III
- 2006-2007 - Ne participe pas
- 2008 - 5e de Division III
- 2009-2013 - Ne participe pas
- 2014 - 5e de Division III
- 2015 - 4e de Division III
- 2016 - 7e de Division III
- 2017 - 8e de Division III
- 2018 - 1re de la qualification Division III
- 2019 - 7e de Division III
- 2020 - 8e de Division III
- 2021 - Annulé en raison du coronavirus
- 2022 - 8e de Division III
- 2023 - 8e de Division III

## Équipe des moins de 18 ans

### Championnats du monde moins de 18 ans
- 1999 - Ne participe pas
- 2000 - 7e de Division II Europe
- 2001 - 4e de Division III
- 2002 - 5e de Division III
- 2003 - 6e de Division II, Groupe B
- 2004 - 2e de Division III
- 2005 - 6e de Division II, Groupe A
- 2006 - 3e de Division III
- 2007 - 5e de Division III
- 2008 - 4e de Division III, Groupe A
- 2009 - 4e de Division III, Groupe A
- 2010 - 3e de Division III, Groupe B
- 2011 - 3e de Division III, Groupe B
- 2012 - 6e de Division III
- 2013 - 2e de Division III, Groupe B
- 2014 - 1er de Division III, Groupe B
- 2015 - 6e de Division III, Groupe A
- 2016 - 2e de Division III, Groupe B
- 2017 - 3e de Division IIIB
- 2018 - 3e de Division IIIB
- 2019 - 3e de Division IIIB
- 2020 - Annulé en raison du coronavirus
- 2021 - Annulé en raison du coronavirus
- 2022 - 3e de Division IIIB
- 2023 -

### Championnat d'Asie-Océanie moins de 18 ans
Cette compétition n'est plus tenue depuis 2002.
- 1984-1998 - Ne participe pas
- 1999 - 2e de Division II
- 2000-2002 - Ne participe pas